# 川崎祥悦
川崎 祥悦（かわさき しょうえつ、1932年（昭和7年）9月29日 - ）は、日本の作曲家。青森県出身。東京藝術大学音楽部作曲科卒業。多くの合唱曲を作曲している。作曲家の川崎絵都夫は息子にあたる。

## 代表作

### 合唱曲など
- 合唱曲
  - 今ぼくたちは
  - さよならのかわりに
- 合唱曲[1]
  - 山のいぶき
  - 思い出は空に
  - 紀の川 - 和歌山県を流れる紀の川を讃えた合唱曲
  - 未知への序章
  - 若ものたちは
  - 祈ろう心こめて
- 合唱組曲[1]
  - 千万人の友だち
  - 大雪山
  - 花の四季
  - 埴輪の目
- 練馬区の歌「わが街・練馬」
- 青森市の歌「大きな朝に」
- 前橋市の歌「赤城嶺に」
- 袖ケ浦市民歌「光のコスモス」[2]

### 校歌
- 高等学校
  - 群馬県立前橋西高等学校[3]
  - 愛知県立新城東高等学校[4]
- 中学校
  - 刈谷市立雁が音中学校[5]
  - 四日市市立羽津中学校[6]
  - 四日市市立常磐中学校[7]
  - 四日市市立西笹川中学校
  - 青森市立甲田中学校
  - 新発田市立七葉中学校[8]
  - 諫早市立明峰中学校
  - 知立市立知立南中学校[9]
  - 清新第一中学校
- 小学校
  - 川越市立上戸小学校[10]
  - 木更津市立祇園小学校[11]
  - 岡崎市立竜美丘小学校[12]
  - 川崎市立栗木台小学校[13]